# Capel Shire
Koordinaten: 33° 33′ S, 115° 33′ O

Das Shire of Capel ist ein lokales Verwaltungsgebiet (LGA) im australischen Bundesstaat Western Australia. Das Gebiet ist 558 km² groß und hat über 17.000 Einwohner (2016).
Capel liegt im Südwesten des Staates an der australischen Westküste etwa 180 Kilometer südlich der Hauptstadt Perth. Der Sitz des Shire Councils befindet sich in der Ortschaft Capel, wo etwa 2000 Einwohner leben (2016).

## Verwaltung
Der Capel Council hat neun Mitglieder. Sie werden von allen Bewohnern des Shires gewählt. Capel ist nicht in Bezirke unterteilt. Aus dem Kreis der Councillor rekrutiert sich auch der Vorsitzende des Councils (Shire President).